# شورلت اسپارک
شورلت اسپارک (به انگلیسی: Chevrolet Spark) یک خودروی درون‌شهری است که امروزه به دست شرکت شورلت که از زیر مجموعه‌های جنرال موتورز است ساخته می‌شود. نسل اول hdk o,nv, به اسم دوو ماتیز بوده‌است.
اولین نسل دوو ماتیز در سال ۱۹۹۸ در شرکت جنرال موتورز کره جنوبی، قسمت جی‌ام کره ساخته شد که جایگزین دوو تیکو بود. بعد از آن شرکت جنرال موتورز توانست کنترل دوو موتورز را در سال ۲۰۰۲ بدست آورد. نسل دوم آن در سال ۲۰۰۵ و نسل سوم آن در سال ۲۰۱۰ معرفی شد.
نمونه تمام برقی اسپارک به اسم شورلت اسپارک در ژوئن ۲۰۱۳ در آمریکا عرضه شد. این مدل اولین خودروی تمام برقی شورلت بود که بعد از توقف تولید ای‌وی-۱ در سال ۱۹۹۹ ساخته شد.

## نسل اول (۱۹۹۸–۲۰۰۵)

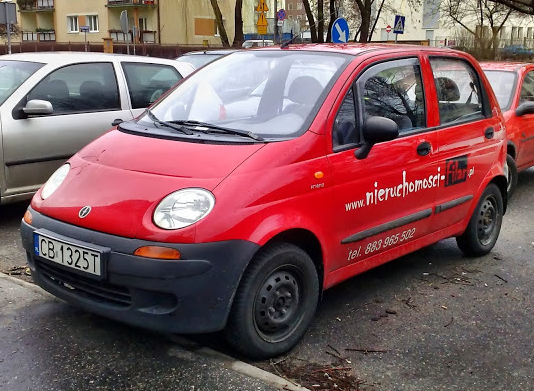
نسل اول

در این نسل ۲ مدل موتور بنزین سوز برای آن در نظر گرفته شد که به شرح زیر است:
موتور ۳ سیلندر خطی ۰٫۸ لیتری یا همان ۸۰۰ سی سی که ۵۰ اسب بخار و ۶۹ نیوتن متر گشتاور را در دور موتور 4200 RPM فراهم می‌آورد. شتاب صفر تا صد آن ۱۷ ثانیه است و می‌تواند نهایتاً ۱۴۵ کیلومتر بر ساعت یا ۸۹ مایل سرعت داشته باشد.
موتور ۴ سیلندر خطی ۱ لیتری یا همان ۱۰۰۰ سی سی که ۶۲ اسب بخار و ۸۷ نیوتن متر گشتاور را در دور موتور 4300 RPM فراهم می‌آورد. شتاب صفر تا صد آن ۱۴٫۲ ثانیه است می‌تواند نهایتاً ۱۵۵ کیلومتر بر ساعت یا ۹۶ مایل سرعت داشته باشد.

## نسل دوم(۲۰۰۵–۲۰۰۹)
مشخصات موتور

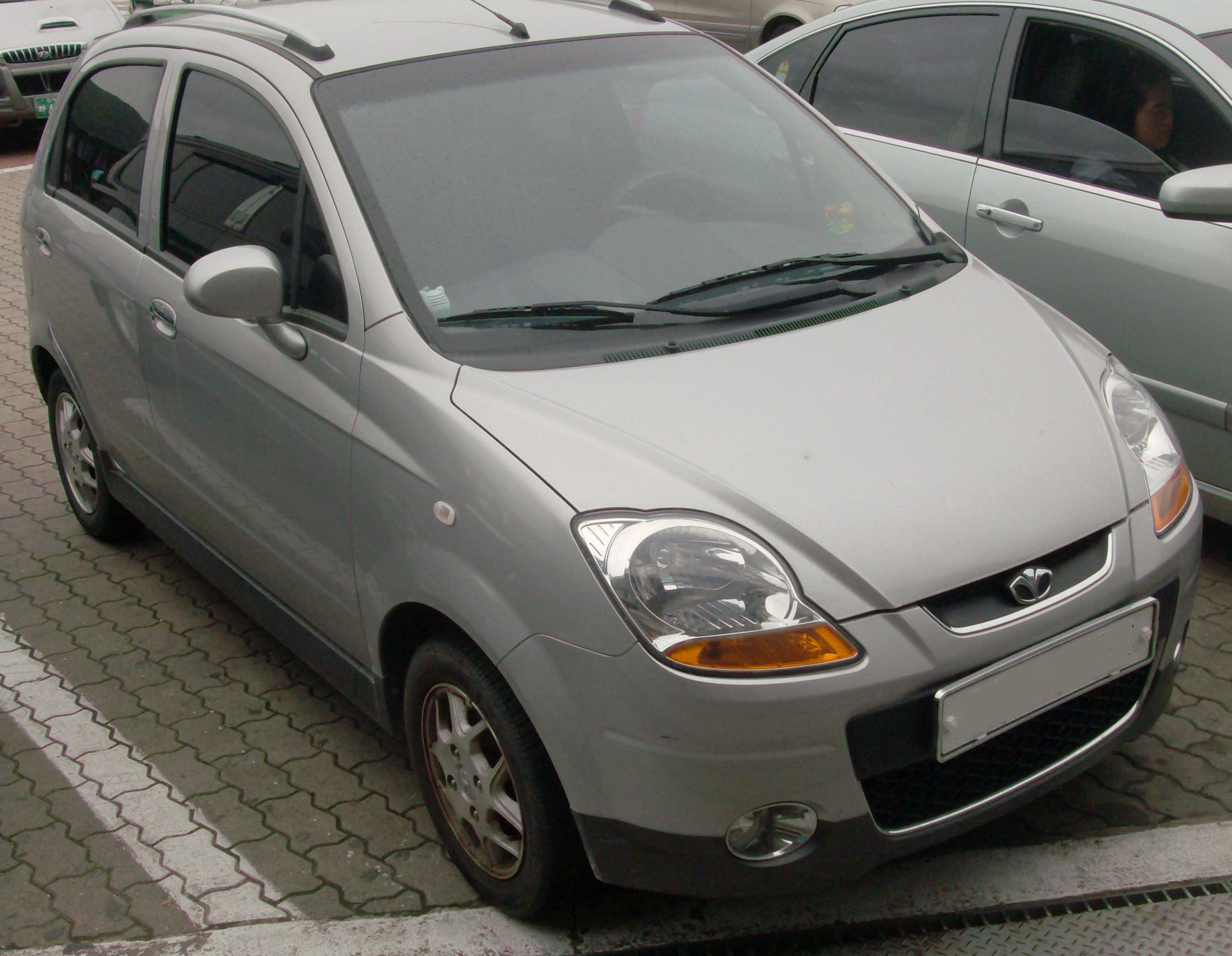
نسل دوم

در این نسل ۲ مدل موتور بنزین سوز برای آن در نظر گرفته شد که به شرح زیر است:
موتور ۳ سیلندر خطی ۰٫۸ لیتری یا همان ۸۰۰ سی سی که ۵۱ اسب بخار و ۷۲ نیوتن متر گشتاور را در دور موتور 4400 RPM فراهم می‌آورد. شتاب صفر تا صد آن ۱۸٫۲ ثانیه است و می‌تواند نهایتاً ۱۴۵ کیلومتر بر ساعت یا ۹۰ مایل سرعت داشته باشد.
موتور ۴ سیلندر خطی ۱ لیتری یا همان ۱۰۰۰ سی سی که ۶۵ اسب بخار و ۹۱ نیوتن متر گشتاور را در دور موتور 4300 RPM فراهم می‌آورد. شتاب صفر تا صد آن ۱۴٫۱ ثانیه است می‌تواند نهایتاً ۱۵۶ کیلومتر بر ساعت یا ۹۷ مایل سرعت داشته باشد.

## نسل سوم (۲۰۱۰-تا ۲۰۱۵)
مشخصات موتور

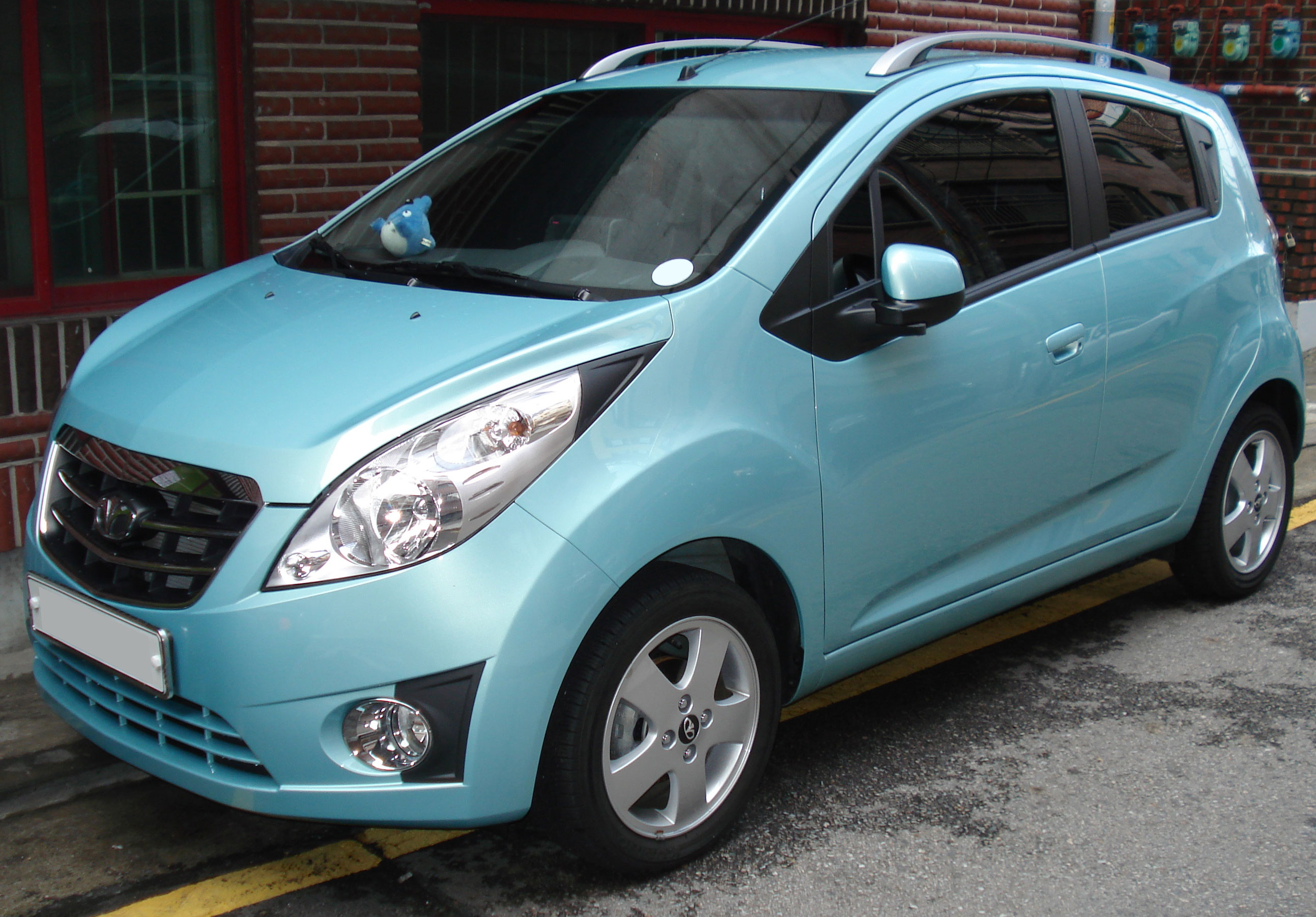
نسل سوم

موتور ۴ سیلندر خطی ۱٫۲ لیتری یا همان ۱۲۵۰ سی سی که ۸۵ اسب بخار و ۱۲۲ نیوتن متر گشتاور را در دور موتور 4400 RPM فراهم می‌آورد. شتاب صفر تا صد آن ۱۱٫۳ ثانیه است می‌تواند نهایتاً۱۷۰ کیلومتر بر ساعت یا ۱۰۵ مایل سرعت داشته باشد.

## نسل‌چهارم (۲۰۱۵ تا کنون)
نسل چهارم این خودرو در نمایشگاه اتومبیل بین‌المللی نیویورک در آوریل ۲۰۱۵ رونمایی شد. این نسل اسپارک از پاییز سال ۲۰۱۵ به فروش رفت. این خودرو پلتفرم مشترکی با اپل کارل داراست. در آمریکای شمالی، نسل چهارم، در سه سطح تریم موجود است: تریم پایه اسپارک با موتور ۱٫۴ لیتر، ۱٬۳۹۹ سی‌سی (۸۵ متر مکعب) و تولید ۹۸ کیلو وات و ۱۲۷ نیوتن متری عرضه شد. نسخه عرضه داخلی کره جنوبی از یک موتور ۱٫۰ لیتری و ۷۵ نیوتن متر و ۷۰ اسب بخار قدرت استفاده می‌کند. با این حال، این موتور یک موتور ۳ سیلندر است.

### موتورها
| موتور     | حجم       | قدرت  | توان     | شتاب صفر تا صد کیلومتر | نهایت سرعت |
| --------- | --------- | ----- | -------- | ---------------------- | ---------- |
| ۱ لیتری   | ۹۹۹ سی‌سی  | 75 hp | 70 lb-ft | ۱۲ ثانیه               | 108.74 mph |
| ۱/۴ لیتری | ۱۳۹۹ سی‌سی | 98 hp | 94 lb-ft | ۱۱ ثانیه               |            |

### فیس‌لیفت ۲۰۱۸
در سال ۲۰۱۸ این نسل یک فیس‌لیفت جزئی را تجربه کرد. تغییرات فنی برای نسخه فیس‌لیفت فرمان‌های سبک اصلاح‌شده، اضافه شدن ترمز خودکار سریع خودکار (aeb) است. در بخش ظاهری هم سپرها اندکی دچار تغییراتی شدند.

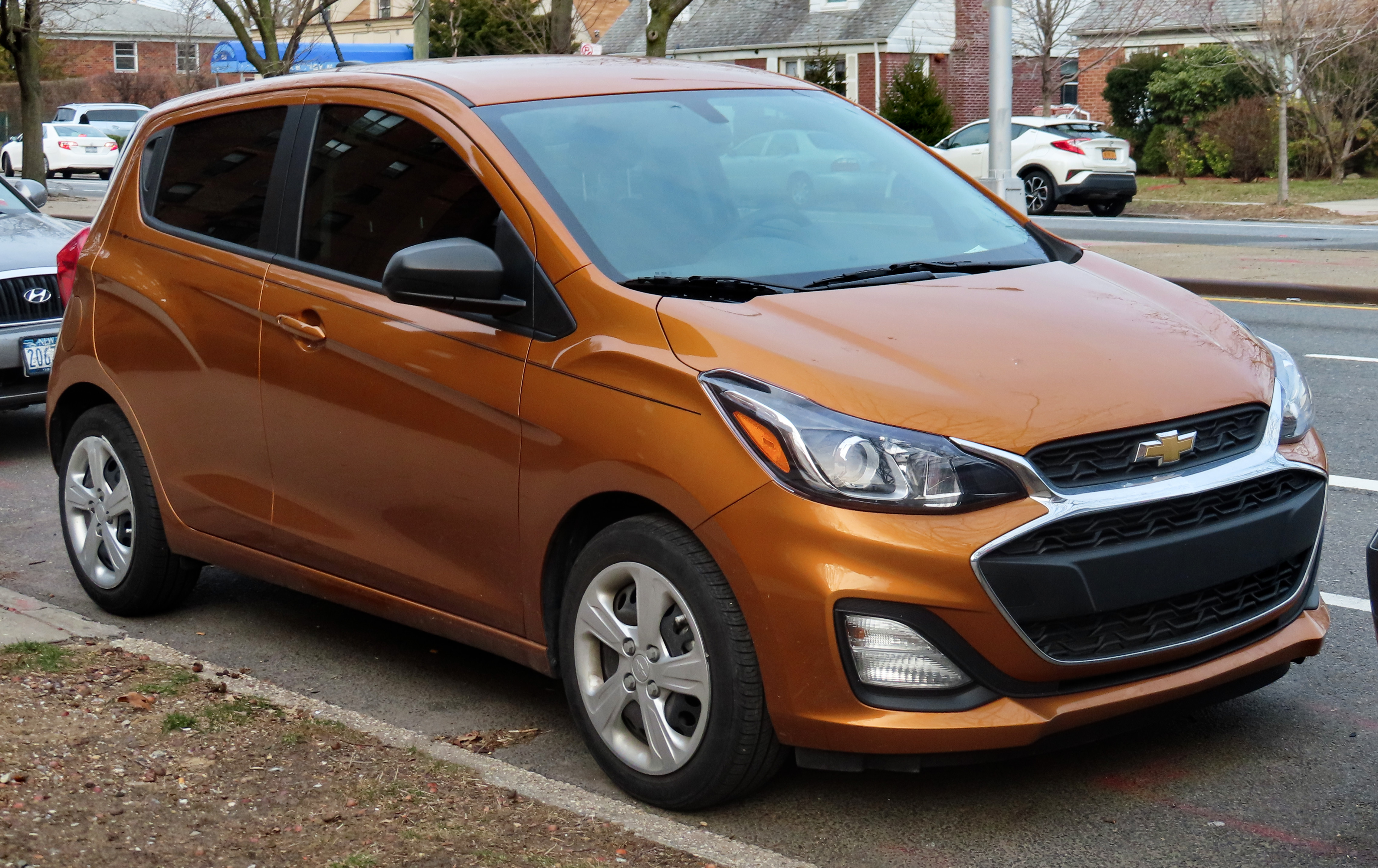
نمای جلوی نسخه فیس‌لیفت
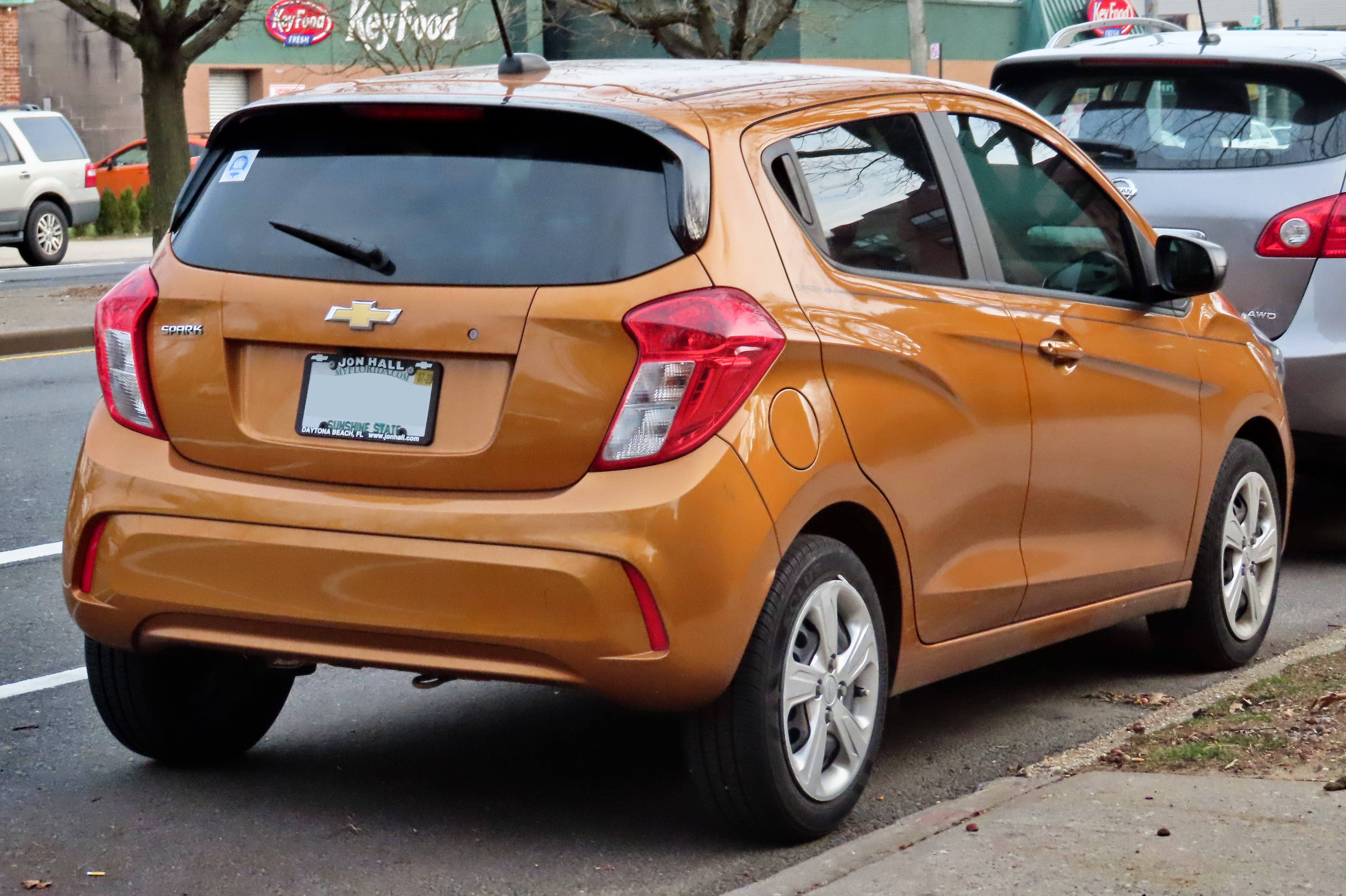
نمای عقب نسخه فیس‌لیفت ۲۰۱۸